# Son of the Beach
Son of the Beach est une série télévisée américaine en 42 épisodes de 26 minutes, créée par David Morgasen et Timothy Stack et diffusée le 14 mars 2000 et le 1er octobre 2002 sur FX.
En France, la série a été diffusée entre le 11 mai 2001 et le 9 avril 2004 sur Série Club.

## Synopsis
Son of the Beach est une parodie d'Alerte à Malibu, le titre étant une allusion à l'expression injurieuse son of a bitch, signifiant fils de pute.

## Distribution
- Timothy Stack : Notch Johnson
- Kim Oja : Kimberlee Clark
- Leila Arcieri : Jamaica St. Croix
- Jaime Bergman : B.J. Cummings
- Roland Kickinger : Chip Rommel

## Épisodes

### Première saison (2000)
1. Titre français inconnu (With Sex You Get Eggroll)
2. Titre français inconnu (Silence of the Clams)
3. Titre français inconnu (In the G-Hetto)
4. Titre français inconnu (Love, Native American Style)
5. Les Ficelles du métier (Two Thongs Don't Make a Right)
6. Le Professeur et ses filles (Fanny and the Professor)
7. Il est bon mon beignet (Eat My Muffin)
8. Miso Honei (Miso Honei)
9. Dans la moiteur de la jungle (South of Her Border)
10. Le Jour de l'âne (Day of the Jackass)
11. Boudin sauvé des eaux (A Star Is Boned)
12. Le cephaluspode attaque (Attack of the Cocktopuss)
13. Le glas sonne pour Mario (Mario Putzo's... The Last Dong)

### Deuxième saison (2001)
1. B.J. Blue Hawaii (B.J. Blue Hawaii)
2. Bons Baisers de Russie (From Russia with Johnson)
3. La Main au panier (Remember Her Titans)
4. Le Retour du pieu (Rod Strikes Back)
5. Puducu pète les plombs (Queefer Madness)
6. Allume-moi le buisson (Light My Firebush)
7. Chip est goy (Chip's a Goy)
8. Un Johnson peut en cacher un autre (A Tale of Two Johnsons)
9. Un monde au poil (It's a Nude, Nude, Nude, Nude World)
10. C'est le grand jour pour Apollo 13 ! (It's Showtime at the Apollo 13!)
11. L'Île du docteur Merlot (The Island of Dr. Merlot)
12. Titre français inconnu (The Sexorcist)
13. Titre français inconnu (Grand Prix)
14. Titre français inconnu (Area 69)
15. Titre français inconnu (Booger Nights)

### Troisième saison (2002)
1. Titre français inconnu (Penetration Island)
2. Titre français inconnu (Saturday Night Queefer)
3. Titre français inconnu ( In the Line of Booty)
4. Titre français inconnu (Three Days of the Condom)
5. Titre français inconnu (Witness for the Prostitution)
6. Titre français inconnu (The Gay Team)
7. Titre français inconnu (You Only Come Once)
8. Titre français inconnu (Hamm Stroker's Suck My Blood)
9. Titre français inconnu (Godfather Knows Best)
10. Titre français inconnu (Empty the Dragon)
11. Titre français inconnu (The Long Hot Johnson)
12. Titre français inconnu (Taco Lips Now [1/3])
13. Titre français inconnu (Jailhouse Notch [2/3])
14. Titre français inconnu ( Bad News, Mr. Johnson [3/3])